# Dsungarei

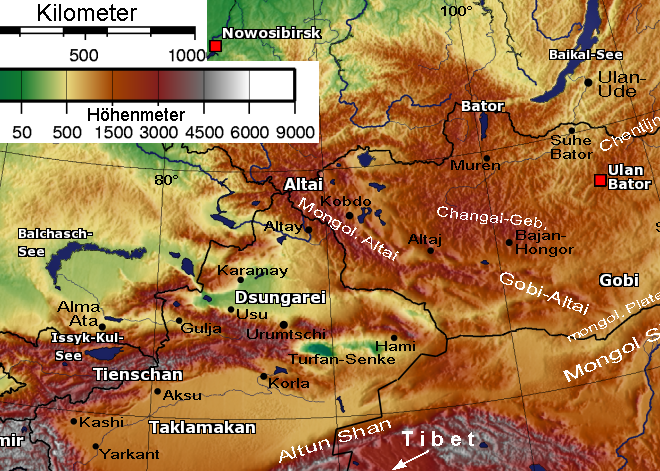
Lage der Dsungarei

Die heutige Dsungarei (früher Ost-Dsungarei) ist eine Region im Nordwesten von China. Sie umfasst die nördliche Hälfte von Xinjiang (Sinkiang). Im Zentrum der Dsungarei liegt das Dsungarische Becken. Die größte Stadt ist Urumtschi (Urumchi/Wulumuqi), sie liegt am Südrand dieses Beckens.

## Name
Der Name Dsungarei leitet sich vom mongolischen Volksstamm der Dsungaren (mongolisch für: Leute des „linken Heerflügels“) ab, der im 17. Jahrhundert diese Region beherrschte.

## Geografische Lage
Das Dsungarische Becken (chinesisch 准噶尔 盆地, Pinyin Zhunger Pendi) ist von Gebirgen umgeben: im Süden der Tian Shan  (beziehungsweise dessen Ausläufer Bogda Shan), im Westen der Dsungarische Alatau, im Norden der Russische Altai, im Osten der Mongolische Altai. 
Im Westen verläuft auf dem Kamm des Alatau die Grenze zu Kasachstan und damit zum Kerngebiet Zentralasiens, mit dem Siebenstromland im Westen ist die Dsungarei durch die Dsungarische Pforte verbunden. Im Südosten liegt hinter den Tian-Shan-Ausläufern die Turpan-Senke. Im Osten geht die Dsungarei in die Wüste Gobi über. Manche Definitionen werten die Dsungarei als Nordwestausläufer der Gobi, obwohl die Dsungarei ein eigenes geologisches Becken bildet. 
Das Relief ist wenig ausgeprägt, es überwiegen Kieswüsten und Salztonebenen. Inmitten der Dsungarei liegt die Wüste Gurbantünggüt, mit knapp 50.000 km² eine der größten Sandwüsten der Welt. Sie ist das meerfernste Gebiet der Welt, die nächste Küste ist etwa 2500 km entfernt.
Die Gebiete am Fuß der Gebirge werden von Trockentälern und zahlreichen kleineren Flüssen durchzogen, die dann in der Wüste versickern. In den von Flüssen durchflossenen Randgebieten lebt der größte Teil der Bevölkerung, die hier Bewässerungslandwirtschaft betreibt. Der einzige größere Fluss in der Dsungarei ist der Irtysch, der aus dem Mongolischen Altai kommend den Norden der Landschaft in Ost-West-Richtung durchfließt.

## Geschichte
Im 17.–19. Jahrhundert war das als Dsungarei bezeichnete Gebiet bedeutend größer als heute. 
Die alte West-Dsungarei lag jenseits des Dsungarischen Alataus und umfasste die Gebiete östlich des Balchaschsees. Sie lag also im kasachischen Volksgebiet, dem so genannten Siebenstromland. Die frühere Ost-Dsungarei entspricht der heutigen Region. Als Grenzen der alten Dsungarei galten damals der Mongolische Altai im Norden, der Balchaschsee im Westen (bis an den Ili) und im Süden der Tianshan.
Im 5. Jahrhundert beherrschten aus der Dsungarei nach Mittelasien vorgestoßene, als Hephthaliten oder „Weiße Hunnen“ bezeichnete Völkerschaften unter anderem Sogdien, Baktrien, den Westen des Tarimbeckens und Nordwest-Indien. Im Laufe der Geschichte hat diese Region viele Herrscher und Völker gesehen. Als Beispiele seien die Hunnen, Awaren, Rouran, Göktürken, Karluken, Uiguren, Tanguten und Mongolen genannt. Als Durchgangsland in Ost-West-Richtung war die Dsungarei für alle damaligen Staaten von großer Bedeutung: Chinesen, Araber und Türken stritten sich um sie.
Im 13. Jahrhundert lebten auf dem Gebiet der Dsungarei die Volksstämme der Naimanen, der Tanguten und vor allem der Uiguren. Das Gebiet wurde bis 1209 von den Truppen Dschingis Khans unterworfen und gehörte damit zu seinen frühen Eroberungen.
1226 kam dieses Gebiet offiziell an das damalige Tschagatai-Khanat. Doch herrschten in diesem Gebiet lange Zeit die Nachfahren des Mongolenkhans Ögedei. Im 15. Jahrhundert wurde das Gebiet der Dsungarei in einen West- und einen Ostteil geschieden. Der Westen kam an das Timur-Reich, während der Ostteil selbständig blieb.
Im 17. Jahrhundert kamen die mongolischen Oiraten- und Kalmückenstämme in der Dsungarei an die Macht, gründeten das Dsungarische Khanat und beide Landesteile waren wieder vereinigt.
1759 eroberte China die Dsungarei nach erbarmungslosen Kriegen und siedelte schließlich Chinesen aus Innerchina in der Region an.
1854 besetzte eine Kosaken-Truppe das Ili-Tal. Dadurch geriet die Dsungarei bis 1881 in den Bereich der russisch-chinesischen Grenzkonflikte. Im Vertrag von St. Petersburg vom 12. Februarjul. / 24. Februar 1881greg. wurde schließlich der Grenzverlauf festgelegt. Die Dsungarei verblieb unter chinesischer Herrschaft. Dennoch übten das Russische Kaiserreich (bis 1917) und die Russische Sozialistische Föderative Sowjetrepublik (von 1917 bis 1922) bzw. die Sowjetunion (ab 1922) in der Dsungarei aufgrund der Schwäche der wechselnden chinesischen Regierungen bis 1949 einen starken Einfluss aus.
1949 marschierten die chinesischen Kommunisten in der Dsungarei ein. 1951 wurde sie mit der benachbarten Provinz Ost-Turkestan zur heutigen Autonomen Region Xinjiang-Uyghur vereinigt.